# Newcombia cumingi
Newcombia cumingi е вид коремоного от семейство Achatinellidae. Видът е застрашен от изчезване.

## Разпространение
Разпространен е в САЩ (Хавайски острови).